# Partido Comunista de Madrid
El Partido Comunista de Madrid (PCM) es la organización regional del Partido Comunista de España en la Comunidad de Madrid.
Su actual secretario general es Álvaro Aguilera, elegido en el IX Congreso, celebrado en junio de 2014 en una candidatura integrada por los militantes más activos en movimientos sociales como el 15M o la Plataforma de Afectados por la Hipoteca y que contaba con el apoyo del sector más joven del partido. Fue reelegido como secretario general en el X Congreso, celebrado en diciembre de 2017.
El referente juvenil del PCM es la organización en Madrid de la Unión de Juventudes Comunistas de España (UJCE), cuyo secretario Político es Miguel Montero. La UJCE en Madrid cuenta con presencia en los barrios de Madrid ciudad y municipios de la región, además de en todas las universidades públicas de la Comunidad de Madrid.
El PCM está encuadrado en la actualidad en Izquierda Unida-Madrid y en las últimas elecciones municipales se presentó junto a otras fuerzas políticas en candidaturas municipalistas como Ahora Madrid, Ahora Getafe o Ganar Alcorcón.

## Historia
En 1986 el PCE funda junto a otras fuerzas políticas la organización Izquierda Unida (IU), cuya federación en la región sería Izquierda Unida Comunidad de Madrid.
El 10 de diciembre de 1988 se celebró el Congreso de Unidad entre el PCE y el PCPE. El entonces secretario general del Partido Comunista de Madrid, Rubén Cruz, había impulsado junto al secretario regional del Partido Comunista de los Pueblos de España, Ángel Pérez, la firma de un documento unitario al que se le había prohibido hacer enmiendas, para garantizar que fuese aceptado por ambos partidos. Posteriormente sería secretario general Juan José Azcona, quien personalmente defendió la disolución del PCE y la consolidación de IU como un único partido, oponiéndose así a las tesis del entonces secretario general del PCE, Julio Anguita, de mantener el pluralismo partidario dentro de la coalición.
En 1992 Ángel Pérez Martínez es nombrado secretario general del Partido Comunista de Madrid. El año siguiente dimite la coordinadora regional de IU-CM en aquel momento, Susana López, presionada por el PCM. El Consejo Político Regional designa como coordinador de IU-CM a Ángel Pérez, que había pactado con Nueva Izquierda. Para los críticos del PCE, se trató de un "golpe palaciego", habiéndose "autoproclamado" sin "debate público", considerando que la raíz de la disputa estaba en la preparación de las listas electorales en las que se daría más relevancia a los candidatos de Nueva Izquierda. Ángel Pérez fue coordinador general de IU-CM hasta el año 2000 y portavoz del Grupo Parlamentario de IU-CM en la Asamblea de Madrid entre 1995 y 2003, así como miembro de la dirección federal de Izquierda Unida.
En 1996 la Plataforma de Opinión para el IV Congreso del PCM, que integraba a militantes como Susana López o Ángeles Maestro, envió a la dirección federal un documento con una durísima crítica, pidiendo la sustitución de la dirección de Madrid en ese momento, por no seguir las líneas del XIV Congreso del PCE. La dirección federal del partido apostó por intentar poner paz y no intervenir. Ángel Pérez no dejaría la secretaría general hasta el año 1997.
En 1999 fue elegido secretario general del PCM el diputado de IU-CM en la Asamblea de Madrid Juan Ramón Sanz, en el V Congreso regional, por el 55,8% de los votos y un 41% en contra, derrotando así a la Plataforma por un Partido Vivo encabezada por Ángeles Maestro.
En enero de 2004 participó en la organización de una manifestación por la Tercera República, convocada por la Plataforma de ciudadanos por la república. También participa desde 2005 en los actos de homenaje a las Trece Rosas, organizados por la Fundación Trece Rosas, conjuntamente con otras fuerzas políticas.
En el año 2009, un año después de que el Partido Comunista de España se desvinculara de la Constitución Española de 1978 y apostase por un Proceso Constituyente hacia la III República, el secretario general del PCM sin embargo se posicionó en contra de este criterio.
En mayo de 2010 fueron elegidas las candidaturas de IU-CM propuestas por Ángel Pérez para la Comunidad de Madrid y el Ayuntamiento de Madrid, a un mes de la asamblea de la Refundación de la Izquierda impulsada por la dirección federal del PCE, que pretendía renovar los métodos de organización de Izquierda Unida. Esta elección fue considerada una provocación para provocar la ruptura de la organización comunista madrileña, ya que la semana siguiente se celebraba su VIII Congreso regional.
Los días 28, 29 y 30 de mayo de 2010 se celebró el VIII Congreso regional, en el que se presentaron 4 listas. La lista más votada fue la encabezada por Juan Ramón Sanz, seguida por la lista de Mauricio Valiente y las minoritarias de Rafael Mayoral y Juan Grajera. Tras la reunión del nuevo Comité Central, que se componía de 71 miembros, salió elegido Daniel Morcillo Álvarez como secretario general, quien sería el principal apoyo de la dirección de Izquierda Unida Comunidad de Madrid.
En junio de 2014 se celebró el IX Congreso regional, en el que saldría elegido Álvaro Aguilera como secretario general, en una candidatura integrada por los militantes más activos en movimientos sociales como el 15M o la Plataforma de Afectados por la Hipoteca y que contaba con el apoyo del sector más joven del partido. En febrero de 2015 rompió con la dirección de IUCM, referenciándose únicamente en IU a nivel federal, al considerar que la federación madrileña estaba fuera de la política de la organización, y dio su apoyo a las candidaturas de "unidad popular" de Ahora Madrid, Leganemos, Ahora Getafe, Ganar Alcorcón y otras, que competían contra las candidaturas presentadas por la dirección de IUCM.
El 2 y 3 de abril de 2016 se celebró la Asamblea Constituyente de Izquierda Unida-Madrid, en la cual fueron elegidos portavoces Mauricio Valiente y Chus Alonso Lazareno, candidatos de la lista "Cambiar Madrid: construir la Unidad Popular", que apoyaba el Partido Comunista de Madrid.
Tras el XX Congreso del PCE, en el que el Partido recuperaba el leninismo, se celebró el X Congreso del PCM los días 15, 16 y 17 de diciembre de 2017. En dicho Congreso se actualizó la política de intervención del Partido en el Movimiento obrero, Movimiento Feminista, luchas sociales y convergencia y Unidad Popular en la región.

## Ideología política
La ideología del Partido Comunista de Madrid, conforme a los Estatutos del PCE aprobados en su XX Congreso , es el marxismo-leninismo, manifestando la transformación revolucionaria de la sociedad y la edificación del socialismo en la Comunidad de Madrid, como proceso emancipador del comunismo. Para ello apuesta por la Unidad Popular entre todos los partidos, organizaciones y movimientos sociales de carácter rupturista y transformador.

## Secretarios/as Generales
| Período      | Secretario General      | Secretario General |
| ------------ | ----------------------- | ------------------ |
| ...          | Pedro Díez              |                    |
| ... 1988 ... | Adolfo Gilaberte        |                    |
| ...          | Rubén Cruz              |                    |
| ...-1992     | Juan José Azcona        |                    |
| 1992-1997    | Ángel Pérez Martínez    |                    |
| 1997-1999    | Justiniano Martínez     |                    |
| 1999-2010    | Juan Ramón Sanz         |                    |
| 2010-2014    | Daniel Morcillo Álvarez |                    |
| 2014-2025    | Álvaro Aguilera         |                    |
| Desde 2025   | Miguel Montero          |                    |